# Baião, Bồ Đào Nha
Baião là một huyện thuộc tỉnh Porto, Bồ Đào Nha. Huyện này có diện tích 174 km², dân số thời điểm năm 2001 là 22355 người.